# Hugo Hay
Hugo Hay (* 28. März 1997 in Bressuire) ist ein französischer Leichtathlet, der sich auf den Langstreckenlauf spezialisiert hat.

## Sportliche Laufbahn und Leben
Erste internationale Erfahrungen sammelte Hugo Hay bei den Crosslauf-Weltmeisterschaften 2015 in Guiyang, bei denen er nach 26:13 min in der U20-Wertung auf den 47. Platz gelangte. Anschließend nahm er im 5000-Meter-Lauf an den Junioreneuropameisterschaften in Eskilstuna teil und belegte dort in 14:43,86 min den sechsten Platz. 2017 gelangte er bei den U23-Europameisterschaften in Bydgoszcz in 14:15,19 min auf Rang fünf und zwei Jahre später gewann er bei den U23-Europameisterschaften in Gävle in 14:17,00 min die Silbermedaille hinter seinem Landsmann Jimmy Gressier. Im Dezember erreichte er bei den Crosslauf-Europameisterschaften in Lissabon nach 25:15 min Rang 18 in der U23-Wertung und sicherte sich in der Teamwertung die Goldmedaille. 2021 gelangte er bei den Halleneuropameisterschaften in Toruń das Finale über 3000 Meter und belegte dort in 7:51,82 min den sechsten Platz. Anfang Juni siegte er mit neuer Bestleistung von 13:10,95 min beim Göteborg Friidrott GP und qualifizierte sich damit über 5000 m für die Olympischen Spiele in Tokio, verpasste dort aber mit 13:39,95 min den Finaleinzug. im Dezember belegte er bei den Crosslauf-Europameisterschaften in Dublin in 30:38 min den vierten Platz und sicherte sich in der Teamwertung die Goldmedaille im Erwachsenenrennen. 2022 gelangte er bei den Europameisterschaften in München mit 13:45,63 min auf Rang 19 über 5000 Meter und im Jahr darauf schied er bei den Weltmeisterschaften in Budapest mit 13:39,76 min im Vorlauf aus. Im Dezember gelangte er bei den Crosslauf-Europameisterschaften in Brüssel mit 30:48 min auf den 15. Platz im Einzelrennen und sicherte sich in der Teamwertung die Silbermedaille hinter dem belgischen Team. 2024 gelangte er bei den Olympischen Sommerspielen in Paris mit 13:26,71 min im Finale auf den 16. Platz über 5000 Meter. 
In den Jahren 2019, 2021 und 2022 wurde Hay französischer Meister im 5000-Meter-Lauf und 2021 Hallenmeister im 3000-Meter-Lauf.

## Persönliche Bestleistungen
- 1500 Meter: 3:38,73 min, 6. September 2020 in Heusden-Zolder
  - 1500 Meter (Halle): 3:38,51 min, 3. Februar 2024 in Metz
- 3000 Meter: 7:41,78 min, 10. August 2022 in Monaco
  - 3000 Meter (Halle): 7:40,95 min, 10. Februar 2024 in Liévin
- 5000 Meter: 13:02,62 min, 15. Juli 2023 in Heusden-Zolder